# Edoras
Edoras je mesto iz Tolkienove mitologije in prestolnica Rohana. Znan je po svoji palači, Zlatemu hramu.